# Filippo Baldinucci
Filippo Baldinucci, född 1625 i Florens, död där 1696, var en italiensk konsthistoriker och målare under barocken.
Baldinucci är främst ihågkommen för sina biografier över italienska konstnärer, då särskilt Notizie de' professori del disegno da Cimabue in qua, omfattande tiden 1260-1670 och utgiven först 1681-1728 (ny upplaga 1845-47). Han arbetade för Medici-familjen och skrev bland annat om Giovanni Lorenzo Bernini för drottning Kristinas räkning.